# Industrie du cinéma
L'industrie du cinéma, également appelée industrie cinématographique, englobe les institutions technologiques et commerciales liées au cinéma. Cela inclut les sociétés de production cinématographique, les studios de cinéma, la cinématographie, l'animation, la production cinématographique, l'écriture de scénarios, la pré-production, la post-production, les festivals de films, la distribution et les acteurs. Bien que les coûts associés à la réalisation de films aient initialement conduit la production cinématographique à se concentrer principalement sous les auspices de grandes sociétés de production, les avancées dans les technologies cinématographiques abordables, ainsi que l'expansion des possibilités d'obtenir des financements externes à l'industrie cinématographique elle-même, ont permis à la production cinématographique indépendante d'émerger et de se développer.
En 2019, le box-office mondial a généré un total de 42,2 milliards de dollars en recettes. Si l'on inclut les revenus du box-office ainsi que les revenus issus du divertissement à domicile, l'industrie cinématographique mondiale a représenté un chiffre d'affaires total de 136 milliards de dollars en 2018. Hollywood est la plus ancienne industrie cinématographique nationale au monde et est également la plus importante en termes de revenus bruts au box-office. En revanche, l'industrie cinématographique indienne est la plus grande en termes du nombre de films produits, avec un impressionnant total de 2 446 longs métrages  produits chaque année, selon les données de 2019.

## L'industrie cinématographique par pays
En 2019, le marché mondial du cinéma a généré un box-office total de 42,2 milliards de dollars. Les trois principales régions en termes de revenus bruts au box-office étaient l'Asie-Pacifique avec 17,8 milliards de dollars, suivie par les États-Unis et le Canada avec 11,4 milliards de dollars, et enfin l'Europe, le Moyen-Orient et l'Afrique du Nord avec 10,3 milliards de dollars. En 2019, les plus grands marchés cinématographiques en termes de box-office étaient, par ordre décroissant, les États-Unis, la Chine, le Japon, la Corée du Sud, le Royaume-Uni, la France et l'Inde. Dans le même contexte, les pays qui ont produit le plus grand nombre de films étaient l'Inde, le Nigeria et les États-Unis. En Europe, les principaux centres de production cinématographique comprennent l'Italie, la France, l'Allemagne, l'Espagne et le Royaume-Uni.

### États-Unis

Le panneau Hollywood

Le cinéma américain, souvent désigné sous le nom d'Hollywood, a exercé une influence profonde sur l'industrie cinématographique mondiale depuis le début du XXe siècle. Hollywood est l'une des plus anciennes industries cinématographiques du monde et la plus grande en termes de revenus. Cette région est le principal foyer de l'industrie cinématographique américaine, abritant des établissements d'études cinématographiques renommés tels que l'American Film Institute, la LA Film School et la NYFA. Cependant, il est important de noter que, bien que Hollywood soit un symbole majeur de l'industrie cinématographique américaine, quatre des six grands studios de cinéma appartiennent à des sociétés basées sur la côte Est des États-Unis. Les principaux studios de cinéma d'Hollywood, notamment Metro-Goldwyn-Mayer, 20th Century Fox et Paramount Pictures, sont responsables de la production de certains des films les plus commercialement réussis au monde,, tels que "The Sound of Music" (1965), "Star Wars" (1977), "Titanic" (1997) et "Avatar" (2009).

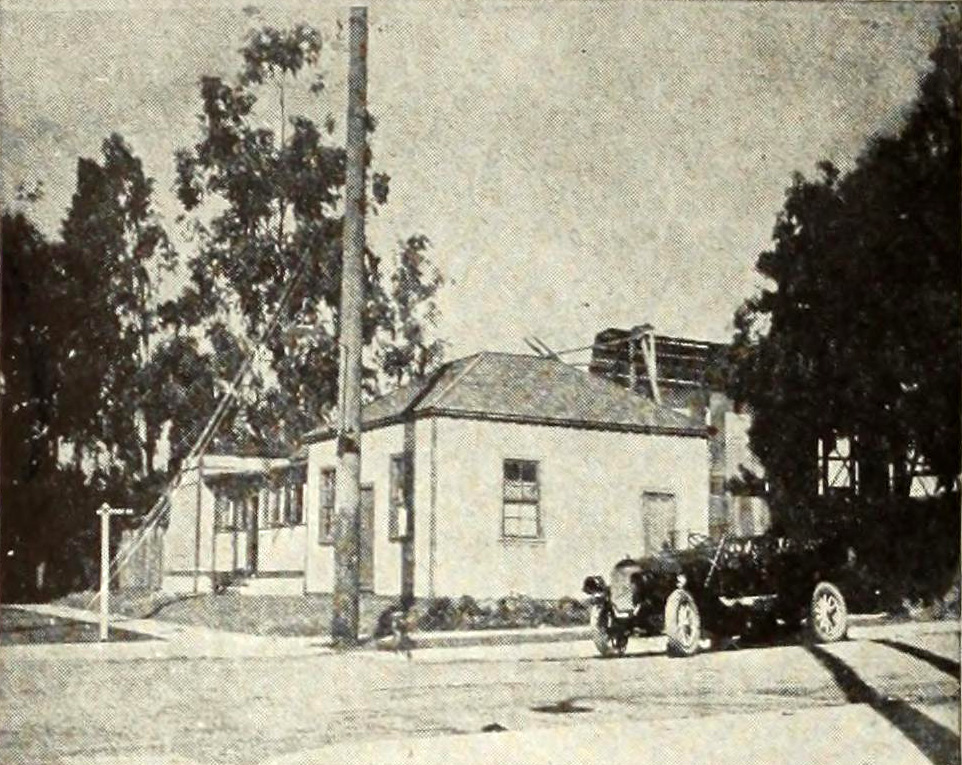
Atelier Nestor, 1911

Le 27 octobre 1911, la Nestor Film Company a établi le premier studio de cinéma permanent à Hollywood. La météo clémente de la Californie a permis le tournage de films tout au long de l'année. En 1912, Universal Studios a été fondé, résultant de la fusion de Nestor et de plusieurs autres sociétés cinématographiques, dont Independent Moving Pictures (IMP).

### France
Gaumont et Pathé, sont les deux plus anciennes sociétés de cinéma encore en activité dans le monde, devançant des géants américains comme Universal et Paramount. Au début du XXIe siècle, Pathé est détenu par Jérôme Seydoux, et Gaumont par Nicolas Seydoux.
Le cinéma français entretient souvent des liens étroits avec celui d'autres nations. Des réalisateurs originaires de pays tels que la Pologne, avec des cinéastes comme Roman Polanski, Krzysztof Kieślowski et Andrzej Żuławski, l'Argentine, avec Gaspar Noé et Edgardo Cozarinsky, la Russie, avec Alexandre Alexeieff et Anatole Litvak, l'Autriche, avec Michael Haneke, et la Géorgie, avec Géla Babluani et Otar Iosseliani, jouent un rôle important dans le paysage du cinéma français. À l'inverse, certains réalisateurs français ont connu une carrière prolifique à l'étranger, à l'instar de Luc Besson, Jacques Tourneur, ou Francis Veber aux États-Unis.

### Chine

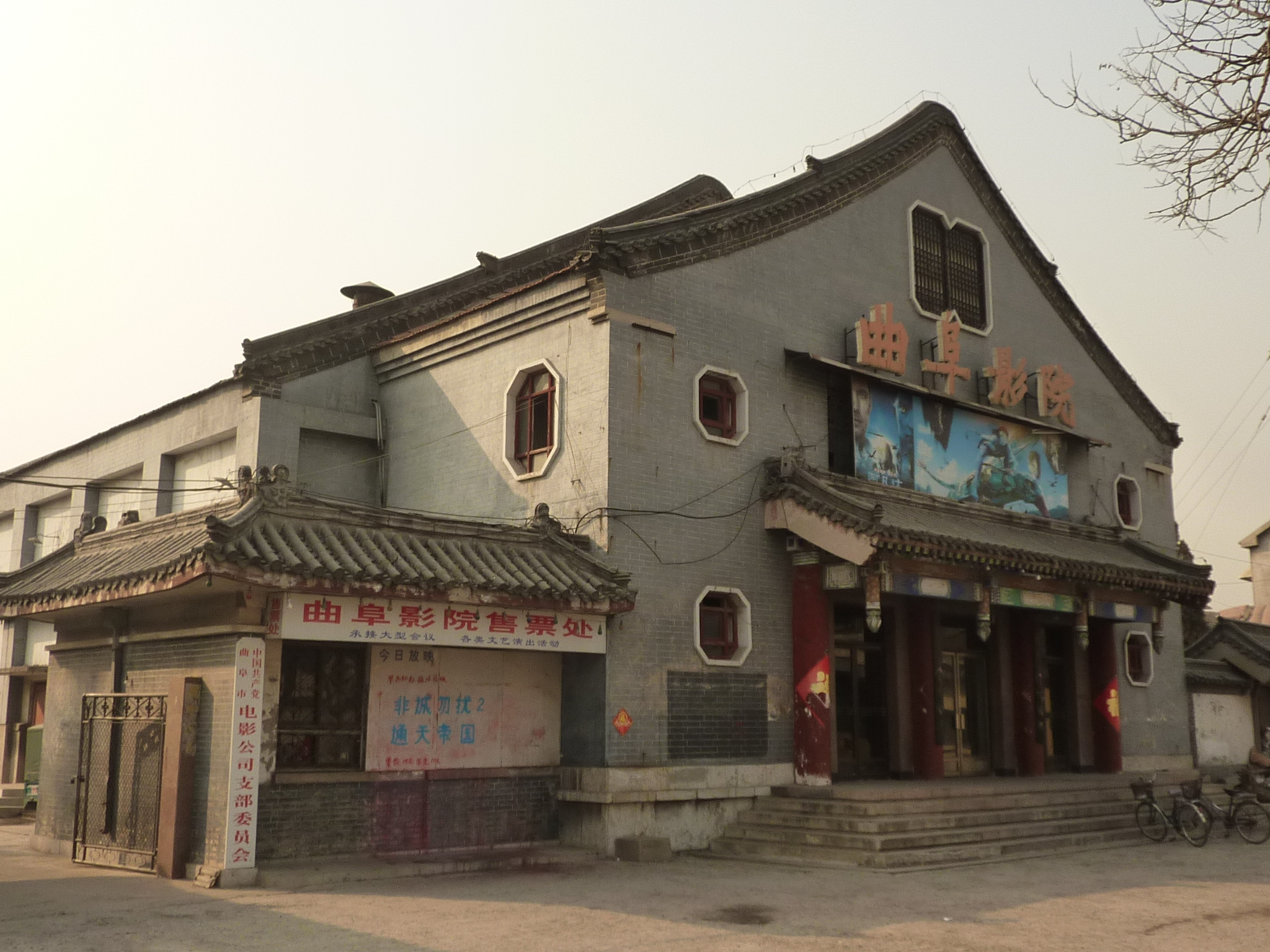
Vieux cinéma chinois à Qufu, Shandong

Le cinéma chinois fait partie des trois principales branches de l'histoire du cinéma en langue chinoise, aux côtés du cinéma de Hong Kong et du cinéma de Taiwan. Son histoire remonte à 1896 lorsque le cinéma a été introduit en Chine, et le premier film chinois, La Montagne Dingjun, a été réalisé en 1905. À ses débuts, l'industrie cinématographique chinoise était principalement concentrée à Shanghai. La Chine compte parmi ses actifs l'un des plus grands studios de cinéma du monde, les Hengdian World Studios, et en 2010, elle se classait au troisième rang en termes de nombre de longs métrages produits chaque année. Au cours de la décennie suivante, de nombreuses sociétés de production étaient détenues par des intérêts étrangers, et l'industrie cinématographique nationale était centrée sur Shanghai, qui est devenue un centre florissant et la plus grande ville d'Extrême-Orient dans ce contexte. En 1913, un jalon important a été atteint avec la réalisation du premier scénario chinois indépendant, intitulé "Le couple difficile", tourné à Shanghai par Zheng Zhengqiu et Zhang Shichuan. Cette étape a marqué le début du développement du cinéma chinois en tant qu'art et industrie cinématographique distincts.

### Inde

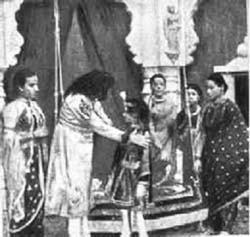
Une scène de Raja Harishchandra (1913) – considéré comme le premier long métrage indien.

L'Inde occupe une place unique dans l'industrie cinématographique mondiale, étant le plus grand producteur de films au monde et abritant la deuxième plus ancienne industrie cinématographique. Les villes les plus importantes de cette industrie à l'échelle mondiale sont Mumbai (anciennement Bombay) et Chennai (Madras). En 2009, l'Inde a réalisé un total de 2 961 films sur celluloïd, parmi lesquels figuraient 1 288 longs métrages.
L'Inde se distingue également par le plus grand nombre d'entrées dans les cinémas. Toutefois, malgré ce nombre élevé d'entrées, l'industrie cinématographique indienne se classe troisième en termes de revenus, principalement en raison de ses prix de billets parmi les plus bas au monde. Cette industrie multilingue est principalement destinée à un vaste public de cinéphiles indiens, bien que les films indiens gagnent en popularité dans le reste du monde, en particulier dans les pays comptant un grand nombre d'Indiens expatriés.
L'industrie cinématographique indienne exerce également une influence dominante dans les pays voisins d'Asie du Sud. Les trois plus grandes industries cinématographiques en Inde sont le cinéma hindi, le cinéma telugu et le cinéma tamoul. Le cinéma hindi, également connu sous le nom de Bollywood (un portemanteau de Bombay et d'Hollywood), est principalement basé à Mumbai. Le cinéma telugu, surnommé Tollywood, a son centre à Hyderabad. Quant au cinéma tamoul, appelé Kollywood, il est principalement concentré à Chennai.
En plus des films commerciaux grand public, l'Inde offre également une approche cinématographique différente, connue sous le nom de cinéma parallèle. Ce mouvement cinématographique a vu le jour dans le Bengale occidental au cours des années 1950. Le cinéma parallèle est une expression générale qui englobe un genre de films qui se démarquent des conventions du cinéma grand public populaire. Au fil du temps, le cinéma parallèle a pris diverses formes et a été associé à des réalisateurs renommés tels que Satyajit Ray, Mrinal Sen et Ritwik Ghatak.
Les films parallèles se caractérisent par leur refus des éléments populaires tels que les chansons et les scènes de combat, leur préférence pour les décors ruraux, l'utilisation d'acteurs méticuleux et des palettes de couleurs subtiles. Quelques exemples de ces films incluent "Raincoat," "Dhobi Ghat" et "Mithya."

### Israël
L'histoire du cinéma en Israël remonte bien avant que le pays n'obtienne son indépendance en 1948. Malgré sa relative modestie sur le plan économique, l'industrie cinématographique israélienne a réussi à se distinguer sur la scène internationale. En effet, les films israéliens ont reçu plus de nominations aux Oscars dans la catégorie du meilleur film en langue étrangère que tout autre pays du Moyen-Orient.
Afin de favoriser davantage le développement de l'industrie cinématographique, le gouvernement israélien a mis en place des incitations pour attirer les sociétés étrangères à choisir Israël comme lieu de tournage pour leurs projets cinématographiques. Ces incitations prennent la forme de subventions destinées à couvrir une partie des coûts de production, ce qui encourage les réalisateurs et producteurs étrangers à opter pour Israël comme destination de tournage. Cette initiative vise à renforcer la présence d'Israël sur la scène cinématographique mondiale et à promouvoir la coopération internationale dans ce domaine.

### Royaume-Uni

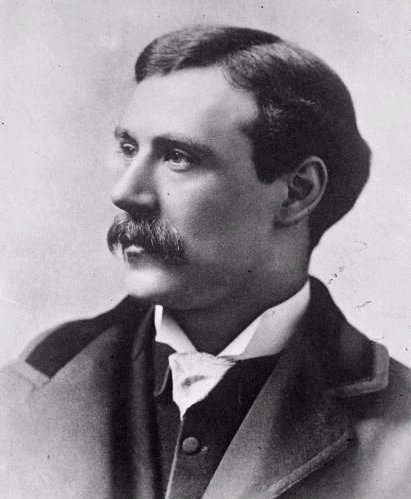
William Friese-Greene

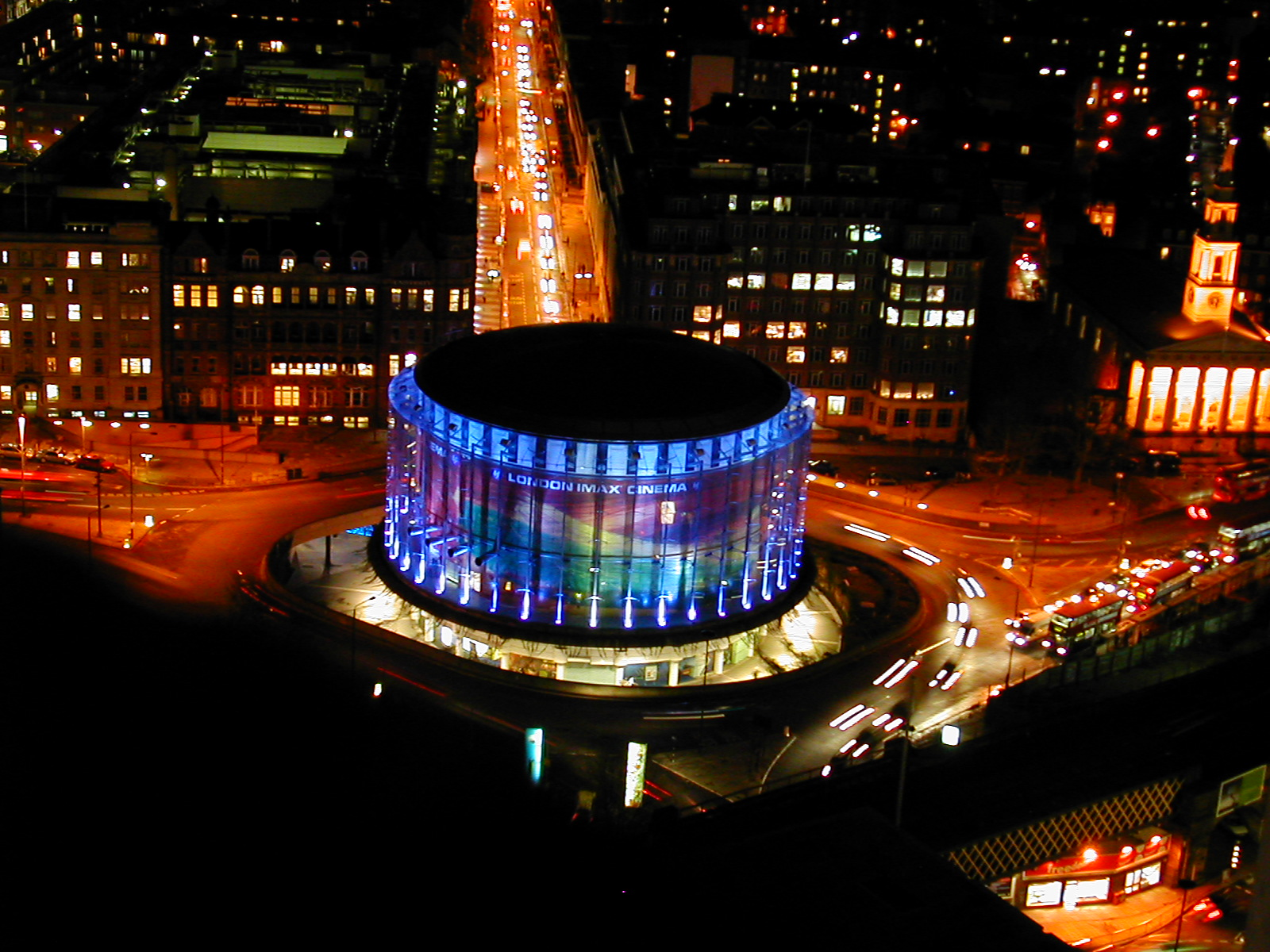
Londres IMAX possède le plus grand écran de cinéma de Grande-Bretagne, avec une superficie totale de 520 m2.

L'industrie cinématographique britannique a une longue histoire qui s'étend sur plus d'un siècle. Bien que la production cinématographique ait atteint un sommet en 1936, on considère généralement que l'"âge d'or" du cinéma britannique a eu lieu dans les années 1940, lorsque des réalisateurs tels que David Lean, Michael Powell (en collaboration avec Emeric Pressburger) et Carol Reed ont créé certaines de leurs œuvres les plus acclamées. De nombreux acteurs britanniques ont également acquis une renommée mondiale et un succès critique, parmi lesquels Maggie Smith, Roger Moore, Michael Caine, Sean Connery,Daniel Day-Lewis, Gary Oldman et Kate Winslet. Le Royaume-Uni a également été le lieu de tournage de certains des films les plus rentables de tous les temps, notamment les troisième et quatrième franchises les plus lucratives, à savoir Harry Potter et James Bond.

### Philippines
Le cinéma aux Philippines a débuté avec l'introduction des premiers films dans le pays le 31 août 1897, au Salón de Pertierra à Manille. L'année suivante, des scènes locales ont été capturées pour la première fois sur pellicule par un Espagnol du nom d'Antonio Ramos, utilisant le cinématographe Lumière. Bien que la plupart des premiers cinéastes et producteurs dans le pays étaient des étrangers riches et des expatriés entreprenants, un tournant important s'est produit le 12 septembre 1919 avec la sortie de "Dalagang Bukid" (Country Maiden), un film basé sur une pièce musicale populaire, réalisé par le cinéaste philippin José Népomucène. Surnommé le "Père du cinéma philippin", son travail a marqué le début du cinéma en tant que forme d'art aux Philippines.

### Pologne

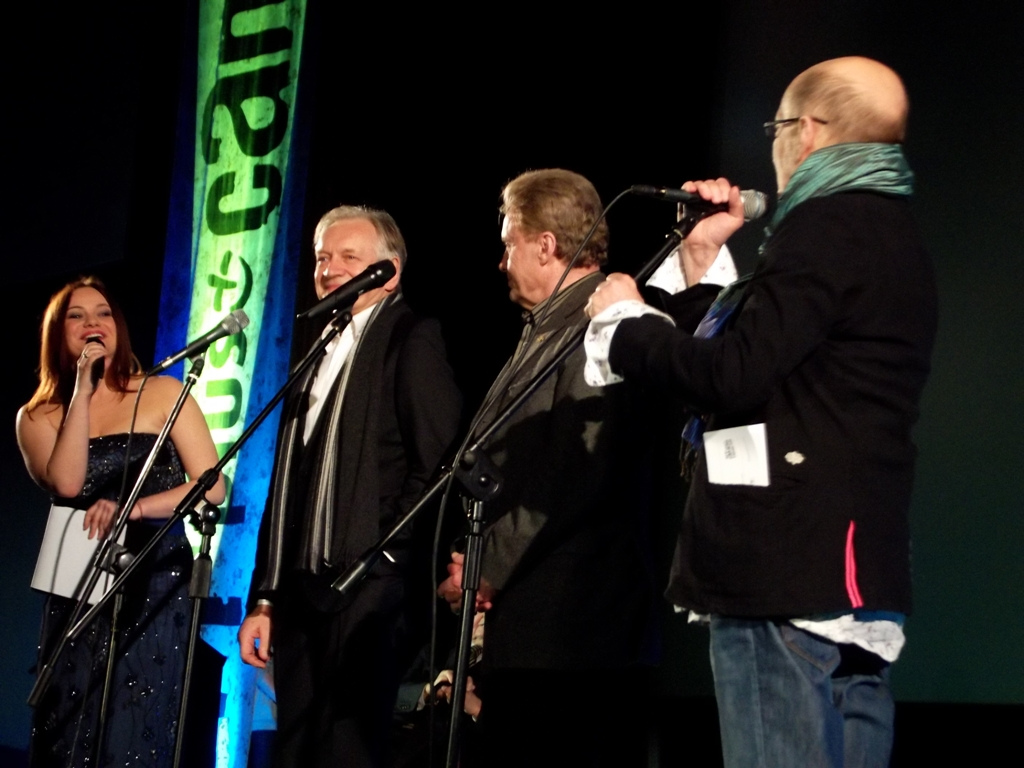
Festival du film Off Plus Camera à Cracovie, 2012, avec Andrzej Seweryn, Daniel Olbrychski et Wojciech Pszoniak sur scène.

L'histoire du cinéma polonais est presque aussi ancienne que celle de la cinématographie elle-même, et ses réalisations sont largement saluées, bien que les films polonais aient tendance à être moins répandus sur le marché commercial que ceux de plusieurs autres pays européens.
Après la Seconde Guerre mondiale, le gouvernement communiste a encouragé le développement d'un cinéma national d'auteur en formant des centaines de nouveaux réalisateurs et en leur fournissant les ressources nécessaires pour la création de films. Des cinéastes tels que Roman Polański, Krzysztof Kieślowski, Agnieszka Holland, Andrzej Wajda, Andrzej Żuławski, Andrzej Munk et Jerzy Skolimowski ont laissé une empreinte indélébile sur l'évolution du cinéma polonais. Cependant, ces dernières années, l'industrie cinématographique polonaise a évolué, mettant l'accent sur le rôle des producteurs, avec le financement devenant un élément clé dans la réalisation d'un film. De plus, de nombreux cinéastes indépendants de divers genres ont émergé, ce qui a conduit à une influence croissante du cinéma américain sur les productions polonaises.

### Nigeria
Le cinéma du Nigeria, souvent surnommé Nollywood, est l'industrie cinématographique du pays. Il s'agit de la plus grande industrie cinématographique au monde en termes de production et de la troisième en termes de revenus globaux générés,.Son histoire remonte à la fin du 19e siècle et à l'ère coloniale au début du 20e siècle. L'histoire et le développement de l'industrie cinématographique nigériane sont généralement divisés en quatre principales époques : l'ère coloniale, l'âge d'or, l'ère du film vidéo et l'émergence du nouveau cinéma nigérian.
Le cinéma, en tant que média, a fait son apparition pour la première fois au Nigeria à la fin du 19e siècle sous la forme de lanternes magiques pour les dispositifs cinématographiques. Ces premiers dispositifs ont été rapidement remplacés au début du 20e siècle par des équipements améliorés pour la projection de films. La première série de films a été projetée au Glover Memorial Hall à Lagos du 12 au 22 août 1903,. Le tout premier long métrage réalisé au Nigeria est "Palaver" en 1926, produit par Geoffrey Barkas. Ce film a marqué une étape importante en présentant les premiers acteurs nigérians dans des rôles parlants. À partir de 1954, des camions de cinéma mobiles ont parcouru le Nigeria et ont été projetés devant au moins 3,5 millions de personnes. Les films produits par la Nigerian Film Unit ont également été projetés gratuitement dans les 44 cinémas disponibles. Le premier film entièrement protégé par les droits d'auteur de l'unité Nigerian Film est "Fincho" en 1957, réalisé par Sam Zebba, et il s'agit également du premier film nigérian tourné en couleur.

### L'Iran
Le cinéma iranien, également connu sous le nom de cinéma perse (en persan : سینمای ایران), englobe les industries cinématographiques en Iran qui produisent une gamme variée de films chaque année. Les films d'art iraniens ont acquis une renommée internationale et jouissent désormais d'un public mondial.

### Hong Kong

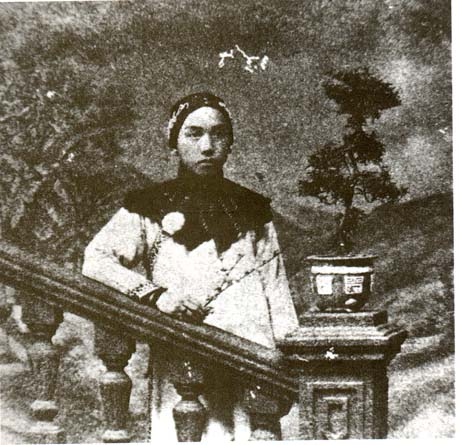
Zhuangzi teste sa femme (1913) est considéré comme le premier long métrage de Hong Kong

Hong Kong occupe une position centrale dans le monde du cinéma pour les communautés de langue chinoise, y compris la diaspora mondiale, ainsi que pour l'Asie de l'Est en général. Pendant de nombreuses décennies, Hong Kong a été la troisième industrie cinématographique mondiale, après l'Inde et les États-Unis, et le deuxième exportateur de films. Malgré une crise industrielle qui a débuté au milieu des années 1990 et le retour de Hong Kong à la souveraineté chinoise en juillet 1997, l'industrie cinématographique de Hong Kong a préservé une grande partie de son identité distinctive et continue de jouer un rôle de premier plan sur la scène cinématographique mondiale.
Contrairement à de nombreuses autres industries cinématographiques, Hong Kong n'a jamais bénéficié d'un soutien direct du gouvernement, sous forme de subventions ou de quotas d'importation. Il s'agit d'une industrie cinématographique entièrement commerciale, axée sur des genres populaires tels que la comédie et l'action, et fortement dépendante de formules, de suites et de remakes. Comme c'est souvent le cas dans les cinémas commerciaux, Hong Kong possède un système de stars très développé, qui se chevauche largement avec l'industrie de la musique pop.

## Statistiques

### Nombre de films produits par pays
Voici la liste des 20 premiers pays selon le nombre de longs métrages (fiction, animation et documentaire) produits, d'après l'Institut de statistique de l'UNESCO.
| Rang | Pays         | Films | Année |
| ---- | ------------ | ----- | ----- |
| 1    | Inde         | 1 986 | 2016  |
| 2    | Nigéria      | 997   | 2011  |
| 3    | Chine        | 927   | 2017  |
| 4    | États-Unis   | 660   | 2017  |
| 5    | Japon        | 594   | 2017  |
| 6    | Corée du Sud | 494   | 2017  |
| 7    | France       | 300   | 2017  |
| 8    | Royaume-Uni  | 285   | 2017  |
| 9    | Espagne      | 241   | 2017  |
| 10   | Allemagne    | 233   | 2017  |
| 11   | Argentine    | 220   | 2017  |
| 12   | Mexique      | 176   | 2017  |
| 13   | Italie       | 173   | 2017  |
| 14   | Brésil       | 160   | 2017  |
| 15   | Turquie      | 148   | 2017  |
| 16   | Russie       | 128   | 2017  |
| 17   | Suisse       | 118   | 2017  |
| 18   | Indonésie    | 117   | 2017  |
| 19   | Iran         | 98    | 2017  |
| 20   | Canada       | 92    | 2017  |

### Nombre d'entrées par pays
Voici la liste des 10 premiers pays selon le nombre de places de cinéma vendues en 2022 d'après le portail allemand Statista.
| Rang | Pays         | Millions d'entrées |
| ---- | ------------ | ------------------ |
| 1    | Inde         | 981                |
| 2    | Chine        | 709                |
| 3    | États-Unis   | 699                |
| 4    | Mexique      | 182                |
| 5    | Japon        | 153                |
| 6    | France       | 148                |
| 7    | Corée du Sud | 135                |
| 8    | Royaume-Uni  | 131                |
| 9    | Brésil       | 111                |
| 10   | Indonésie    | 99                 |